# Shadowrun (Computerspiel, 2007)
Shadowrun aus dem Jahr 2007 ist das vierte Computerspiel dieses Namens, das auf der gleichnamigen Rollenspielwelt aufbaut. Anders als die Vorgänger ist es ein Ego-Shooter für Online-Mehrspielergefechte, der von FASA Studio im Auftrag von Microsoft unter weitgehender Ignorierung der Lizenzvorlage für Windows und Xbox 360 entwickelt wurde. Das Spiel sollte den Verkaufsstart von Microsofts neuen Betriebssystem Windows Vista begünstigen und daher die neuen Exklusivfunktionen Games for Windows und insbesondere Live Anywhere unterstützen, durch das ein Zusammenspiel von Besitzern einer Xbox-360-Konsole und Spielern auf Windows-PCs ermöglicht werden sollte. Das Spiel war ein kommerzieller Misserfolg und FASA Studio wurde noch im Jahr der Veröffentlichung geschlossen.

## Spielprinzip
Für das Spiel schufen die Entwickler eine alternative Zeitlinie zum Regelwerk. Darin kämpfen zwei Gruppierungen – der multinationale Konzern RNA Global und die Widerstandsgruppe The Lineage – um die Vorherrschaft in der brasilianischen Stadt Santos. Denn am 24. Dezember 2012 kehrte gemäß dem Maya-Kalender die Magie zurück in die Welt und Santos ist der Fundort alter magische Artefakte, die RNA für seine Geschäftsziele nutzen möchte. Bei einem Bergungsversuch kam es zu einer Katastrophe, die zahlreiche Todesopfer unter der Bevölkerung forderte und den bewaffneten Widerstand gegen RNA Global entfachte. Daraus entstand The Lineage, die den Zugang zur Magie für alle Menschen offen halten möchte und die Truppen der RNA Global mit allen Mitteln bekämpft.
Das Spiel ist primär auf den Team-Online-Aspekt ausgelegt, offline und alleine können lediglich einige Tutorials und Gefechte gegen Bots gespielt werden. Der Hauptspielmodus entspricht Capture-the-flag, in zwei Varianten, wobei statt Flaggen das magische Artefakt in Form eines geschnitzten Stabs mit Totenschädel zu erbeuten ist. In der Variante „Überfall“ bewachen die Mitglieder von RNA das Artefakt und das Lineage-Team muss es entwenden. In der Variante „Bergung“ befindet sich der Schädelstab in der Mitte und muss von den Teams jeweils ins eigene Lager gebracht werden. Daneben gibt es noch Deathmatch.
Der Spieler startet zu Beginn mit einer einfachen Pistole. Für Abschüsse und gewonnene Runden erhält er Geld, das er in neue Ausrüstung und Fähigkeiten investieren kann. Um die Präzisionsunterschiede der Eingabegeräte zwischen Konsole und PC auszugleichen, sinkt auf dem PC die Präzision des Zielens, je schneller die Kamera mit der Maus ausgerichtet wird.

## Entwicklung
Zu Beginn der Entwicklung testet FASA die Spielelemente an Prototypen, die zunächst noch in der Halo-Engine aufgesetzt wurden. Nach dem Prinzip Quick & Dirty wurden laut Game Designer Derek Carroll Funktionen schnell aufgesetzt und getestet, um das Potential zu ermessen und es bei Nichtgefallen ggf. wieder schnell zu streichen. Ursprünglich war auch eine Einzelspieler-Kampagne geplant, wurde aus Ressourcengründen jedoch zugunsten des Mehrspieler-Modus aufgegeben.
Vor Shadowrun besaß Microsoft keinerlei Erfahrungen mit der Funktion des plattformübergreifenden Mehrspieler-Modus. Daher floss sehr viel Entwicklungsarbeit in die Balancierung der unterschiedlichen Eingabemethoden (Maus/Tastatur auf dem PC gegenüber dem Gamepad der Xbox 360). Dabei wurden versierte Spieler aus beiden Hardwarelagern eingebunden, vor allem Fans von Counter-Strike (PC) und Halo (Xbox 360). Die Ergebnisse dieser Arbeiten wurden in einem Whitepaper zusammengefasst, das den Entwicklungswerkzeugen beigelegt war, die zertifizierte Entwicklerstudios von Microsoft zur Verfügung gestellt bekamen. Um den Online-Mehrspielermodus überhaupt nutzen zu können, setzte Microsoft jedoch den Besitz eines kostenpflichtigen Gold-Accounts von Games for Windows voraus, was bereits im Vorfeld der Veröffentlichung kritisch gesehen wurde. Im Mai 2006 wurde das Spiel auf einem Microsoft-Event zur Spielemesse E3 vorgestellt. Im Mai 2007 erreichte es den Gold-Status.
Wie Crackingversuche nach Veröffentlichung nahelegten, war die exklusive Beschränkung des Spiels auf Windows Vista von Microsoft erzwungen. Die Crackergruppe Razor 1911 verkündete Ende Juni 2007, dass es ihr gelungen sei, das Spiel auch auf Windows XP mit DirectX 9 lauffähig zu bekommen. Tatsächlich nutzte Shadowrun keine Funktionen von DirectX 10 und überprüfte bei Programmstart lediglich die Betriebssystemvariante. Diese Abfrage wurde durch den Crack umgangen. Da für den Mehrspieler-Modus jedoch zusätzlich das Online-Multiplayer-System Windows Live notwendig war, konnte unter XP lediglich der lokale Spielmodus genutzt werden.

## Rezeption
Shadowrun erhielt gemischte, vielfach negative Kritiken (Metacritic: 67 % (Windows) / 66 % (Xbox 360)).

„Zu Beginn überzeugte mich Shadowrun noch nicht. Die Levels waren trist, die Spielmechanik langsam. Erst nach einiger Eingewöhnungszeit und mit einem funktionierenden Team entfaltete sich der Titel. Dann fesseln die Matches. Denn es gilt, immer ein wenig hinterlistiger als der Gegner zu sein und den passenden Zauberspruch mit der richtigen Waffe zu paaren. Wer nur auf Ballern steht, ist in diesem Spiel falsch. Ärgerlich ist im Moment nur, dass es zu wenige Server mit zu wenig Spielern gibt, aber das ändert sich hoffentlich bald.“

“This multiplayer-only shooter does absolutely nothing with the Shadowrun name, and its unique strengths are offset by a lack of variety.”

„Dieser reine Multiplayer-Shooter stellt überhaupt nichts mit dem Shadowrun-Namen an, und seine einzigartigen Stärken werden durch einen Mangel an Vielfalt negiert.“

In Nordamerika beliefen sich die Verkaufszahlen zum 31. Juli 2007 gemäß den Auswertungen der NPD Group auf rund 162.000 Kopien, davon 150.000 auf der Xbox 360 und die restlichen 12.000 auf dem PC.
Shadowrun war der letzte von FASA Studio veröffentlichte Titel. Bereits im März 2007, noch vor Fertigstellung des Spiels, kursierten Gerüchte über die anstehende Schließung. Im September 2007 wurde die Schließung offiziell bekannt gegeben. Im Dezember 2007 lizenzierte Microsoft die Rechte zur Entwicklung von Shadowrun-Computerspielen an Smith & Tinker, ein neugegründetes Unternehmen von Shadowrun-Erfinder Jordan Weisman. Im Januar 2008 wurden die offiziellen Foren des Spiels geschlossen und die Domain der offiziellen Website an Smith & Tinker übergeben.